# ۱۰۱۸ (خورشیدی)
۱۰۱۸ هزار و هجدهمین سال هجری خورشیدی است.